# Стугна-П
«Стугна-П» — противотанковый ракетный комплекс разработки Государственного Киевского конструкторского бюро «Луч» (ГосККБ «Луч»), одного из ведущих украинских предприятий-разработчиков управляемого ракетного вооружения, а также специального оборудования военного назначения.
Разработан на базе комплекса танкового управляемого вооружения «Стугна», сохранив основные его компоновочные решения.
На экспорт комплекс «Стугна-П» поставляется в версии под наименованием «Скиф». В отличие от ПТРК «Скиф», который оснащён прибором наведения ПН-С производства минского ОАО «Пеленг», ПТРК «Стугна-П» планировалось в будущем оснастить прибором наведения ПН-И украинской разработки.

## История
В октябре 2010 года министерство обороны Украины заказало у ГККБ «Луч» десять комплексов «Стугна-П» для проведения испытаний.
12 апреля 2011 года ПТРК «Стугна-П» был принят на вооружение Министерством обороны Украины. В 2013 году на вооружение вооружённых сил Украины был принят ПТРК «Стугна-П», оснащённый тепловизором.
6-9 июля 2011 года ПТРК «Стугна-П» был представлен на проходившей в Брунее международной выставке-конференции «BRIDEX 2011», во время которой были проведены демонстрационные стрельбы из ПТРК.
В феврале 2015 года был представлен мобильный вариант противотанкового комплекса «Стугна-П», установленный на шасси лёгкого багги UTV «CF Moto Tracker» (перевозимый боекомплект составляет три или четыре ракеты).
20 марта 2015 года генеральный директор ГК «Укроборонпром» Р. А. Романов сообщил, что ГК «Укроборонпром» начал массовый выпуск ПТРК «Стугна-П».
В октябре 2015 комплекс был принят на вооружение Национальной гвардии Украины.

## Описание
ПТРК предназначен для поражения танков и других бронированных целей, в том числе оснащённых современными средствами динамической защиты, также может поражать зависшие вертолёты.

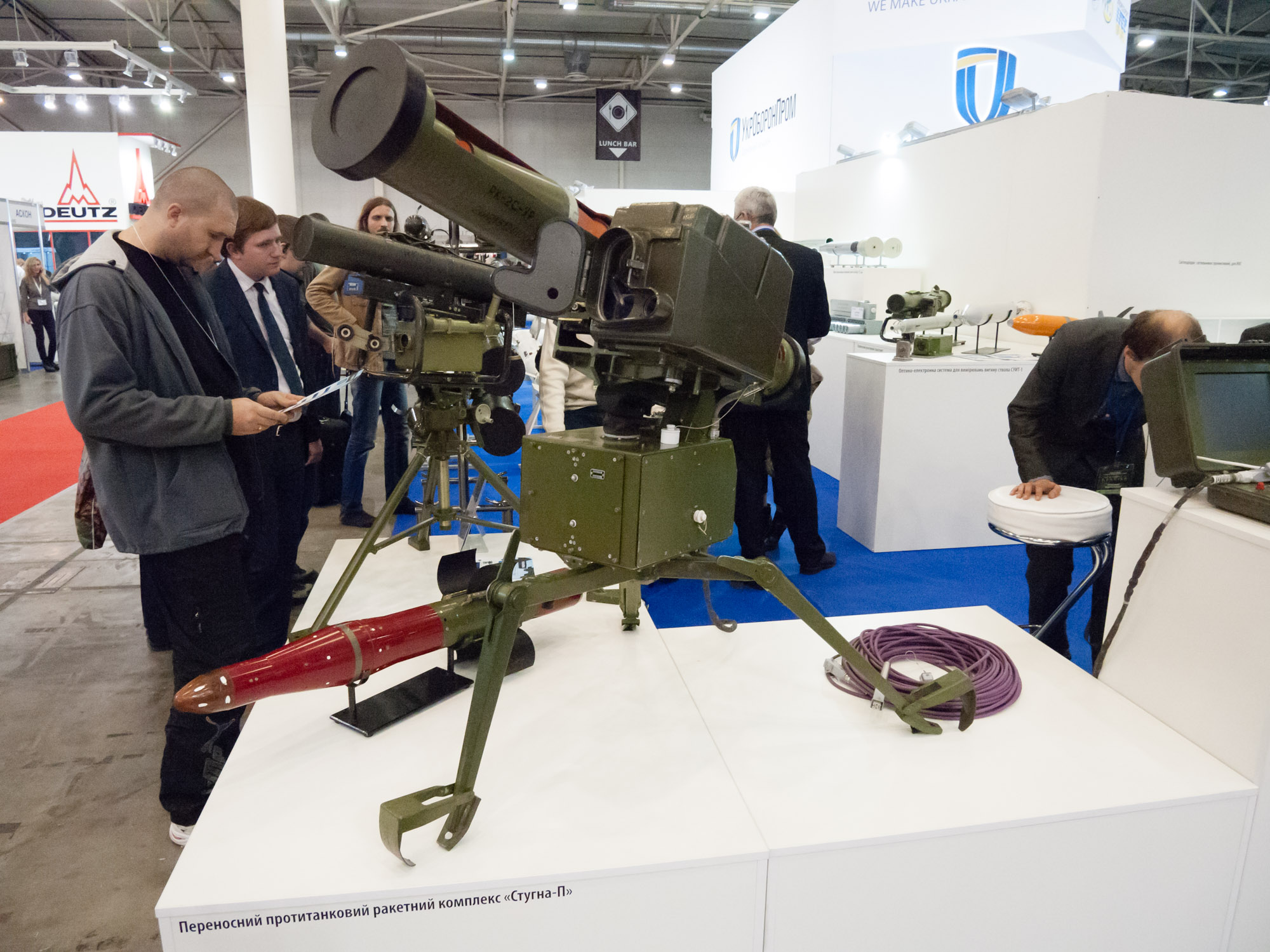
ПТРК «Стугна-П» на выставке «Укроборонпрома»

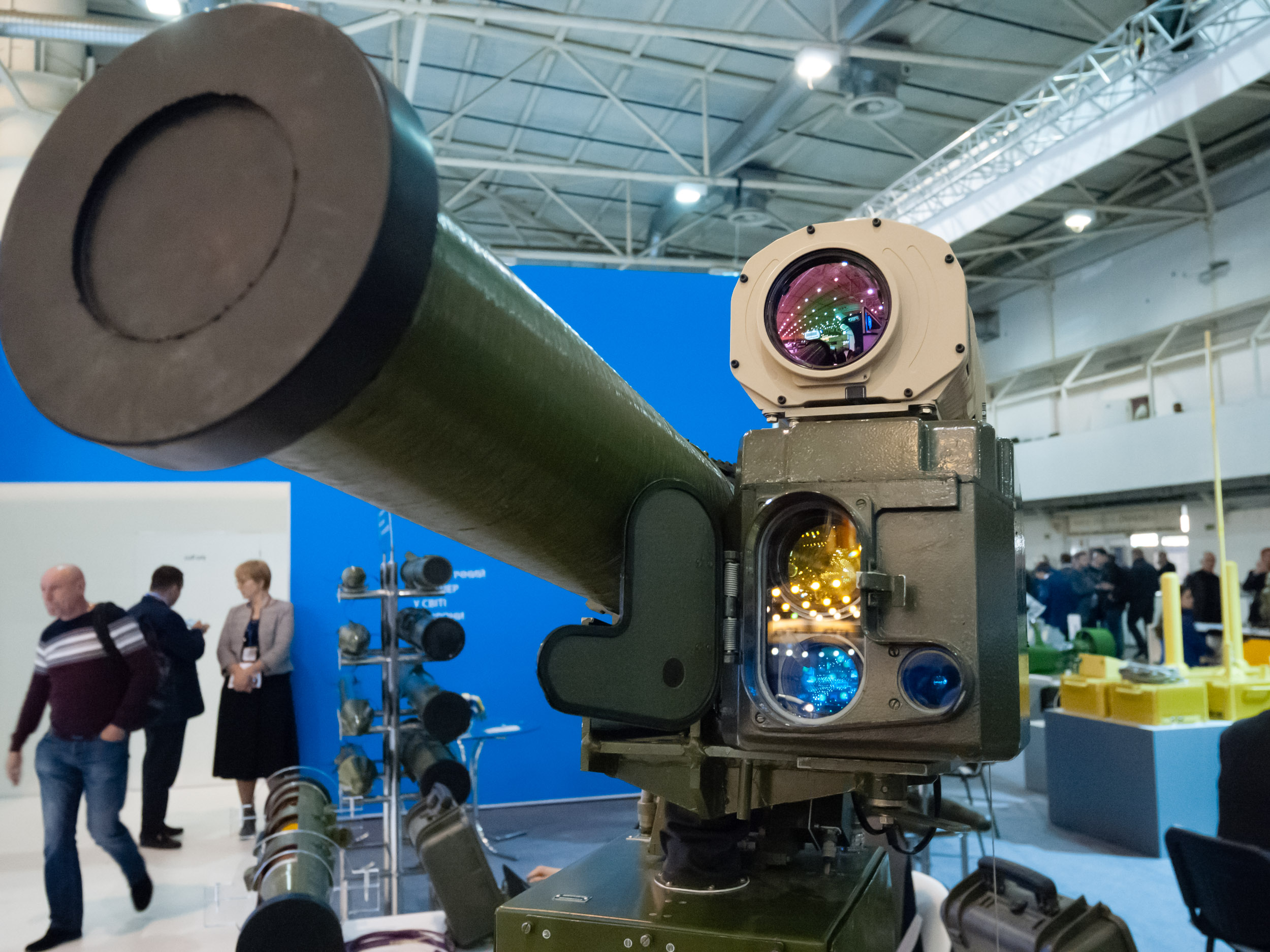
Комплекс с тепловизором Aselsan Eye-Lr S

Комплекс оснащён полуавтоматической системой наведения по лазерному лучу. Также возможно дистанционное управление ракетой по телевизионному каналу из закрытой позиции (специально подготовленного укрытия). Ракета может быть запрограммирована на пикирование сверху цели, с высоты 10 метров, либо прямо.
Базовая версия состоит из установленной на треноге пусковой установки, контейнера для ракет, прибора наведения и пульта дистанционного управления, который позволяет оператору производить пуск на расстоянии.
- Боевая часть: тандемная кумулятивная[12].
- Бронепробиваемость: не менее 800 мм гомогенной стали за ДЗ[12].
- Дальность стрельбы: 100—5000 м[12].
- Система управления: полуавтоматическая, по лазерному лучу; дистанционная, по телевизионному каналу
- Прибор наведения «ПН-И»:[15].
  - Масса: 15 кг
  - Дальность обнаружения цели типа «танк» днём: до 6500 м[12].
  - Дальность распознавания цели: до 2500 м[12].

## Оценка
Стугна-П является одним из наиболее успешных разработок оборонной промышленности Украины, военные эксперты отмечают простоту комплекса в использовании, мобильность, а также эффективность на поле боя.

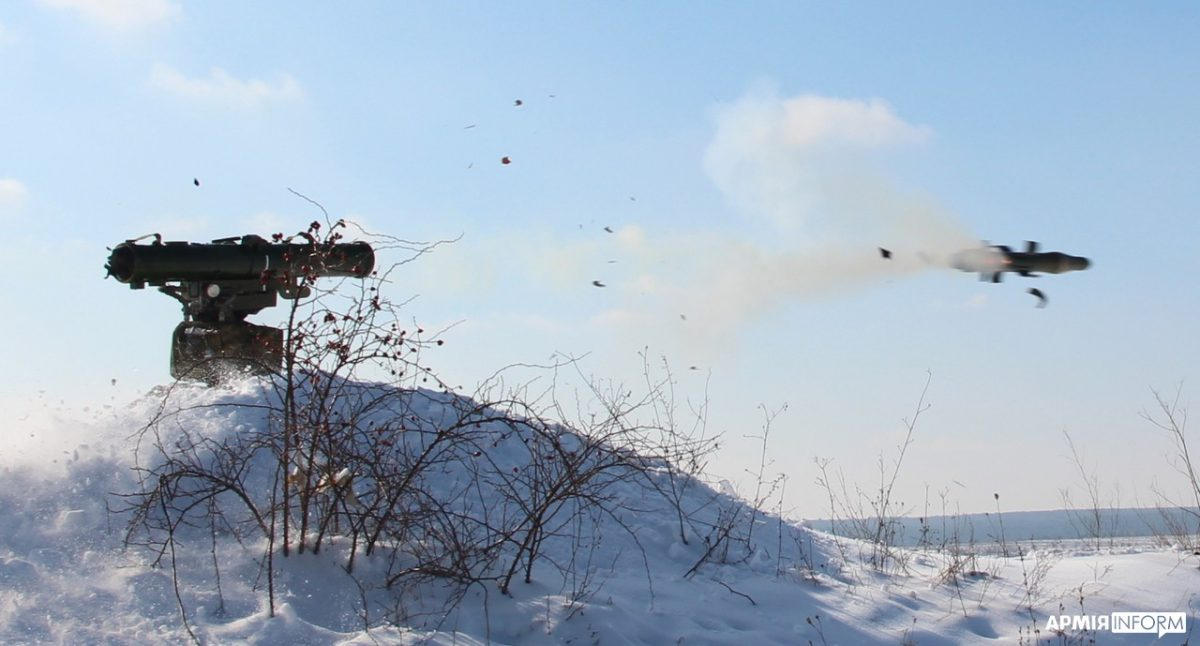
Управляемая ракета «Стугны», стреляющая из скрытой позиции с помощью дистанционного управления

По данным издания The National Interest, «Стугна-П» современный и боеспособный противотанковый комплекс.
Стугна-П, сравнима с такими ПТРК, как российский «Корнет» и американский BGM-71 TOW, однако при этом «Стугна» отличается от многих других ПТРК системой управления, которая позволяет гранатометному расчету устанавливать пусковую установку в огневой позиции и дистанционно управлять ею из укрытия или из подземного бункера с помощью системы управления, в виде ноутбука, который соединен с пусковой установкой 50-метровым кабелем.
Кроме того, Стугна-П является более мощным эквивалентом российского Корнета, так как обеспечивает лучшую бронепробиваемость, при этом имеет режим атаки сверху и тепловизионный прицел, который может быть использован ночью на расстоянии до 3000 метров

## Сравнение с аналогичными комплексами
| | Стугна-П («Скиф»)                                                                                                   | Корнет                                                                | FGM-148 Javelin                                                             | Milan ER                  | ERYX                   | Spike-MR/LR(ER)                                                           | Type 01 LMAT                                  |
| --- | --- | --------------------------------------------------------------------- | --------------------------------------------------------------------------- | ------------------------- | ---------------------- | ------------------------------------------------------------------------- | --------------------------------------------- |
| Внешний вид | |                                                                       |                                                                             |                           |                        |                                                                           |                                               |
| Год принятия на вооружение | 2011 | 1998                                                                  | 1996                                                                        | 2011                      | 1994                   | 1997                                                                      | 2001                                          |
| Калибр, мм | 130 (152) | 152                                                                   | 127                                                                         | 125                       | 137                    | 110 (170)                                                                 | 120                                           |
| Минимальная дальность стрельбы, м: | 50 | 100                                                                   | 75                                                                          | 25                        | 50                     | 200(400)                                                                  | н/д                                           |
| Максимальная дальность стрельбы, м: * днём * ночью, с использованием тепловизионного прицела                                                                          | 5000/5500 5000/5500                                                                                                 | 10000 3500                                                            | 2500 н/д                                                                    | 3000 н/д                  | 600 н/д                | 2500/4000(8000) 3000+ (н/д)                                               | 2000 н/д                                      |
| Боевая часть | тандемная кумулятивная, осколочно-фугасная                                                                          | тандемная кумулятивная, термобарическая                               | тандемная кумулятивная                                                      | тандемная кумулятивная    | тандемная кумулятивная | тандемная кумулятивная                                                    | тандемная кумулятивная                        |
| Бронепробиваемость гомогенной брони за ДЗ, мм | не менее 1100 | 1000—1200                                                             | 700                                                                         | н/д                       | 900                    | 700(1000)                                                                 | н/д                                           |
| Система управления | по лазерному лучу, с сопровождением цели в автоматическом режиме; с пульта дистанционного управления, по телеканалу | полуавтомат., по лазерному лучу, автомат захвата и сопровождения цели | самонаведение при помощи инфракрасной головки по GPS по системе Magpul-DUPA | полуавтомат., по проводам | полуавт., по проводам  | самонаведение при помощи инфракрасной головки; волоконно-оптическая линия | самонаведение при помощи инфракрасной головки |
| Максимальная скорость полёта ракеты, м/с | 200 (220) | 300                                                                   | 290                                                                         | 200                       | 245                    | 180                                                                       | н/д                                           |
| Длина ТПК, мм | 1360 (1435) | 1210                                                                  | 1080                                                                        | ~1200                     | 920                    | 1200 (1670)                                                               | 970                                           |
| Масса ПТУР в ТПК | 29,5 (37) | 29                                                                    | 15,9                                                                        | 13,0                      | 13,0                   | 13,5(34)                                                                  | н/д                                           |
| Масса комплекса боевая с ракетой в ТПК, кг в том числе: — масса пусковой установки, кг — прибора наведения, кг — тепловизора, кг — дистанционный пульт управления, кг | 90,6 (98,1-99,1) 32,0 15,0 (ПН-И), 16,0 (ПН-С) 4,1 до 10                                                            | 72,2 (74,5) 26,0 8,5 11 (1ПН79), 8,7 (1ПН80)                          | 22,4                                                                        | 34,0                      | 26,0                   | 26,1(30,55)                                                               | 17,5                                          |

## На вооружении

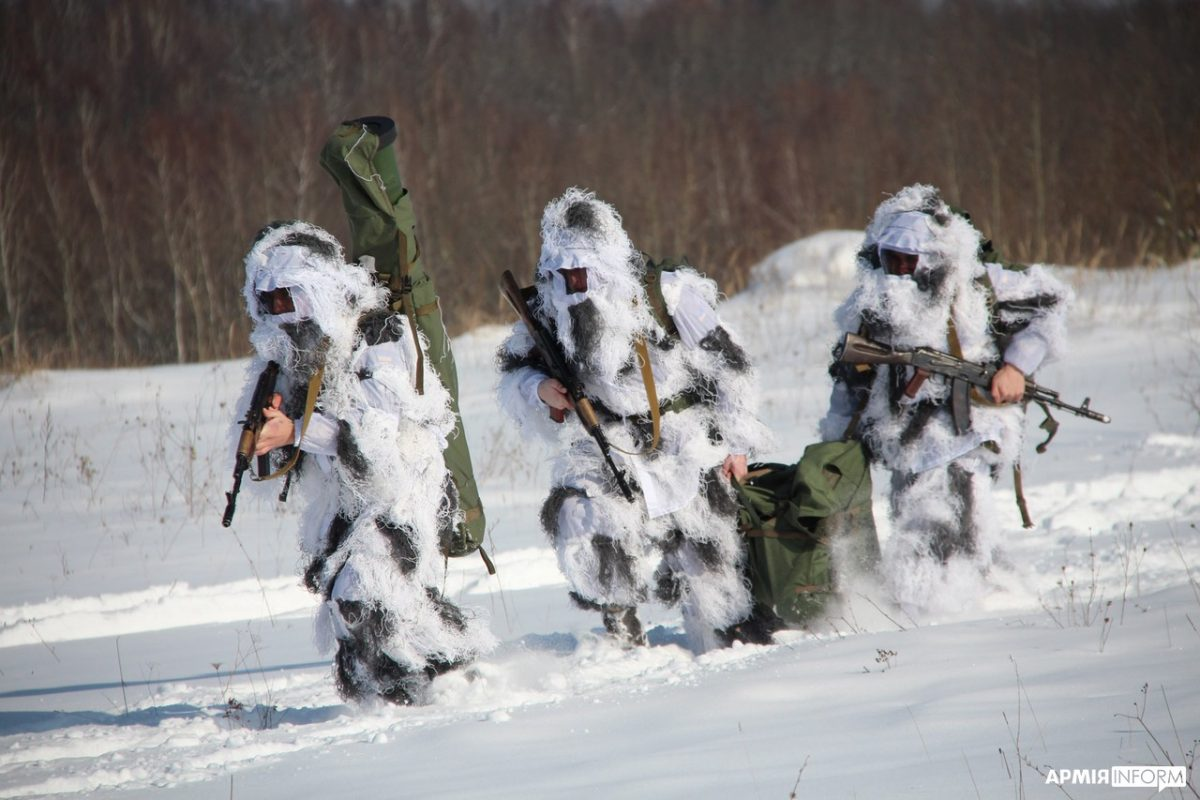
Бойцы Сил специальных операций украинской армии, вооружённые ПТРК «Стугна-П»

- Азербайджан — принят на вооружение в 2010[48]
- Алжир — подписал контракт на поставку в 2016 году[49]
- Грузия[50]
- Египет[51]
- Иордания[51]
- Катар — установлены на бронемашины Yalcin и NMS[52][51]
- Марокко[53]
- Мьянма[54]
- Саудовская Аравия — более 50 пусковых установок по состоянию на 2018 год[55][51]
- Украина — 200 пусковых установок по состоянию на 2018 год и около 7000 ракет по состоянию на 2021 год[56][57][58][14]. С 2014 по 2022 год, в общем числе, закуплено не менее 650 пусковых установок «Стугна-П»/«Корсар» и около 7000 ракет к ним[19]

## Боевое применение
Комплекс использовался в ходе войны в Донбассе в боях с пророссийскими сепаратистами в Луганском аэропорту в 2014 году и в Донецком аэропорту в 2015 году. В дальнейшем «Стугна» активно применялась как высокоточное оружие против тяжёлого вооружения и иной техники сепаратистов вдоль линии соприкосновения на Донбассе.
Активно применяется в ходе вторжения России на Украину, являясь одним из самых мощных ПТРК в арсенале Украины, наряду с ракетами FGM-148 Javelin, NLAW и Panzerfaust 3.
Эксперты отмечают высокую эффективность комплекса против российской бронетехники. Кроме того, зафиксированы несколько случаев уничтожения комплексом российского ударного вертолета Ка-52.